# Krąpielowate

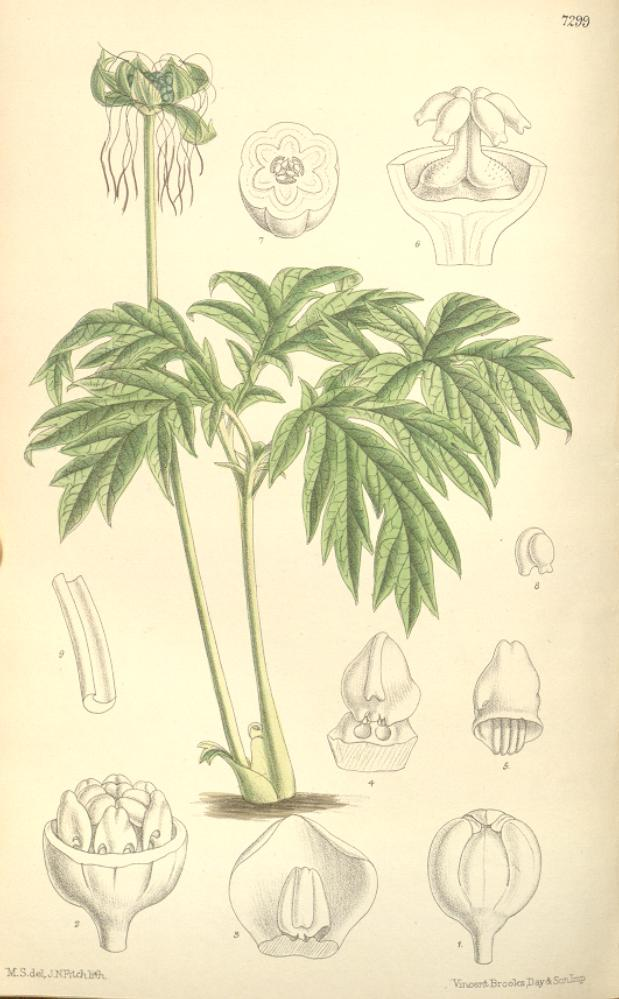
Pokrój i morfologia krąpieli pierzastodzielnej

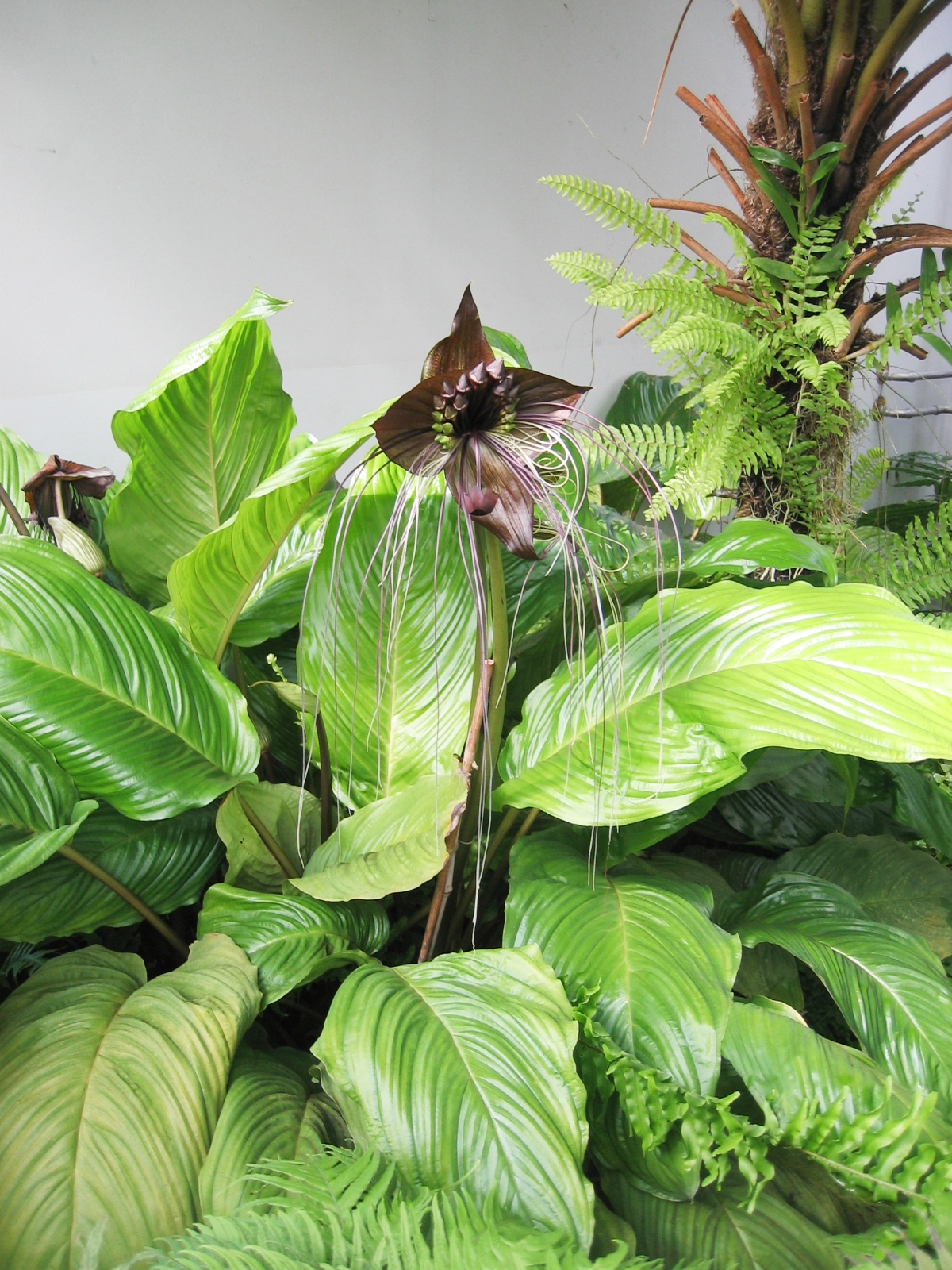
Pokrój krąpieli Chantriera

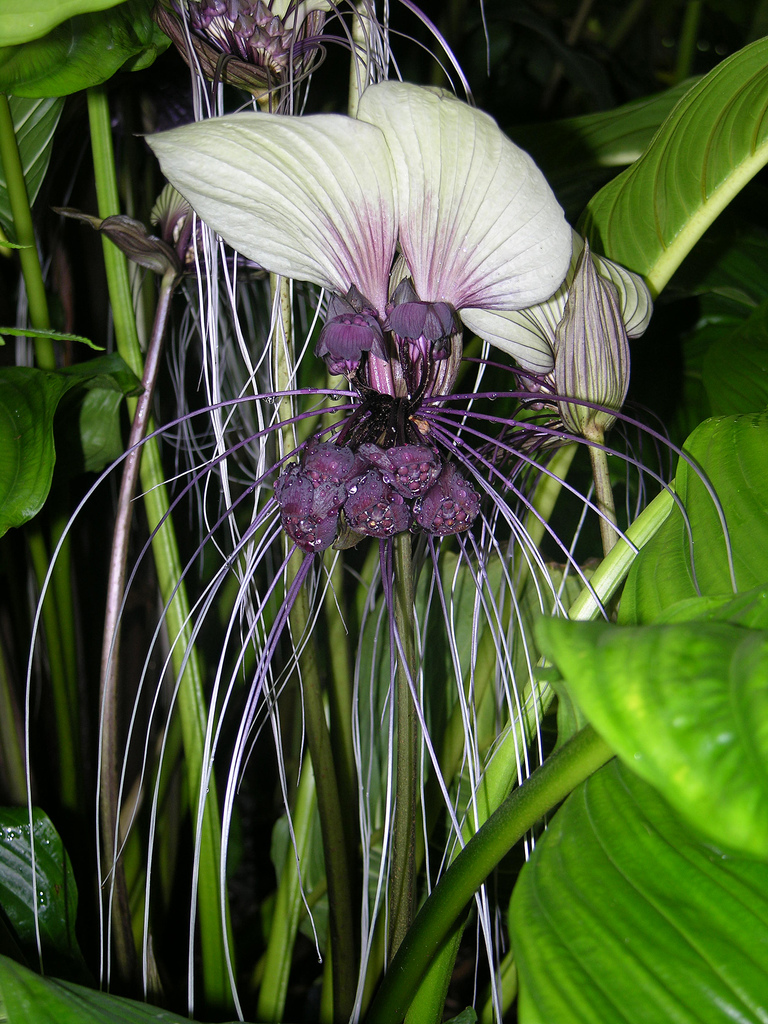
Kwiatostan krąpieli całolistnej

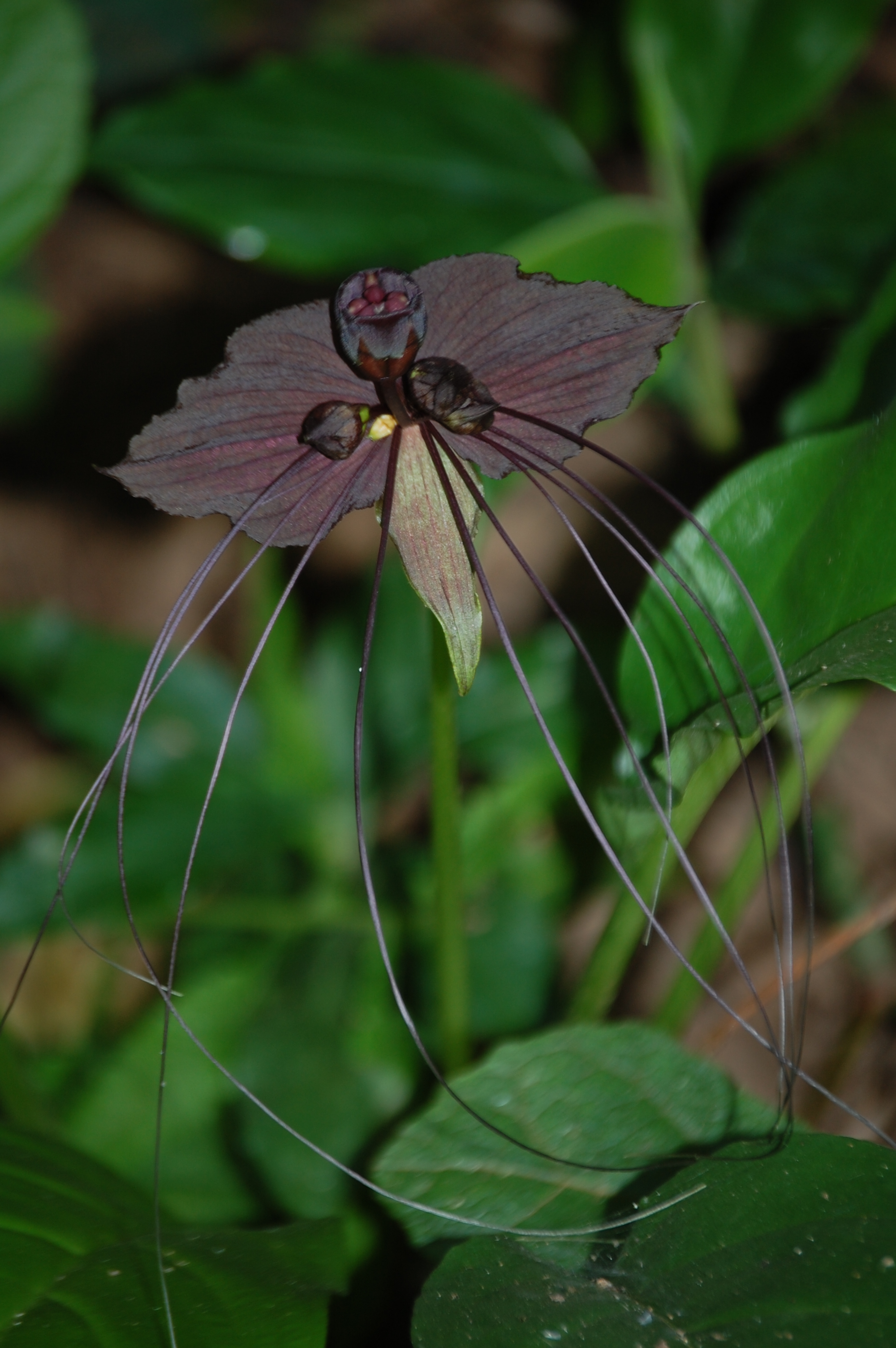
Kwiatostan krąpieli Chantriera

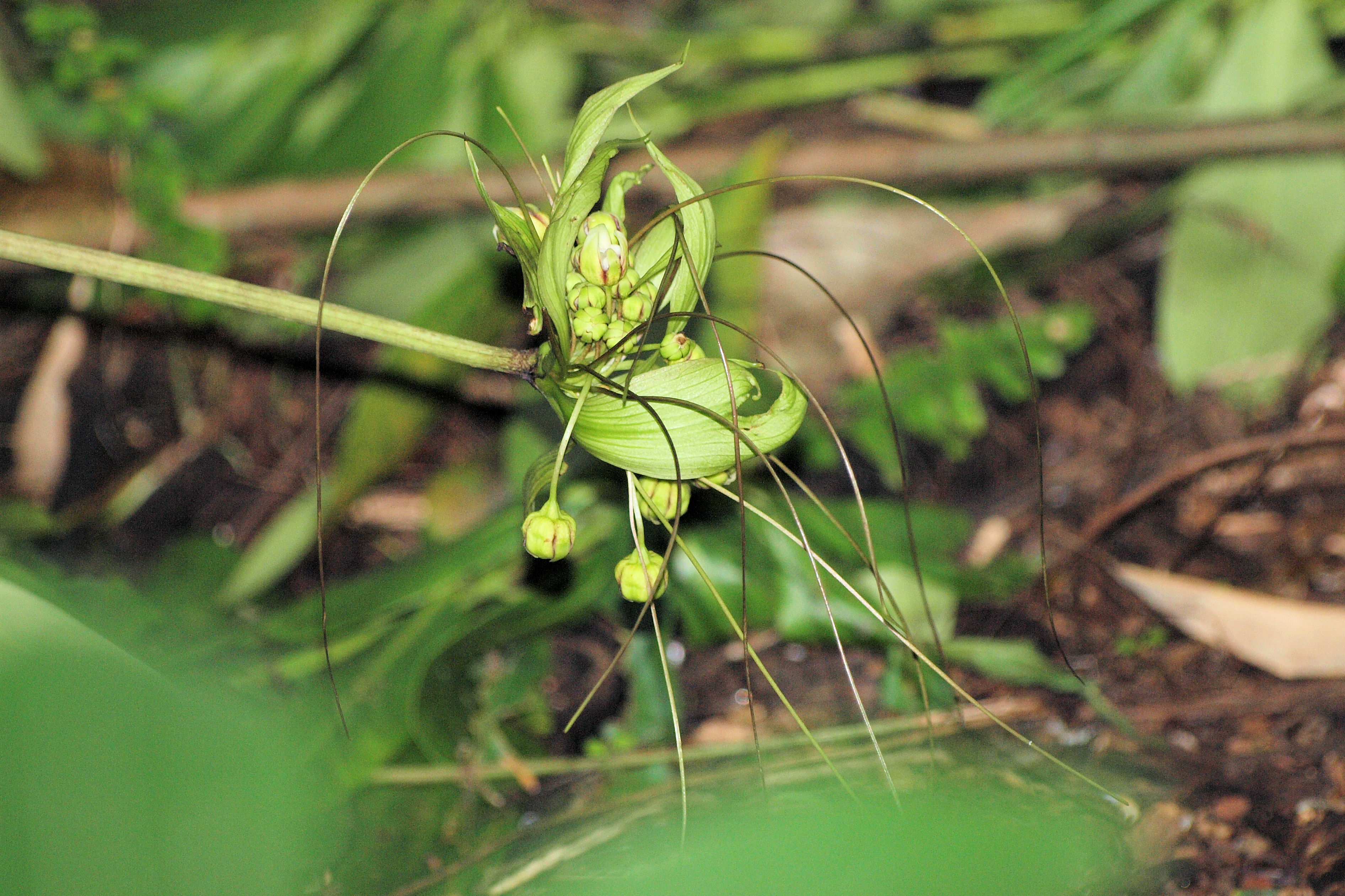
Kwiatostan Tacca ankaranensis

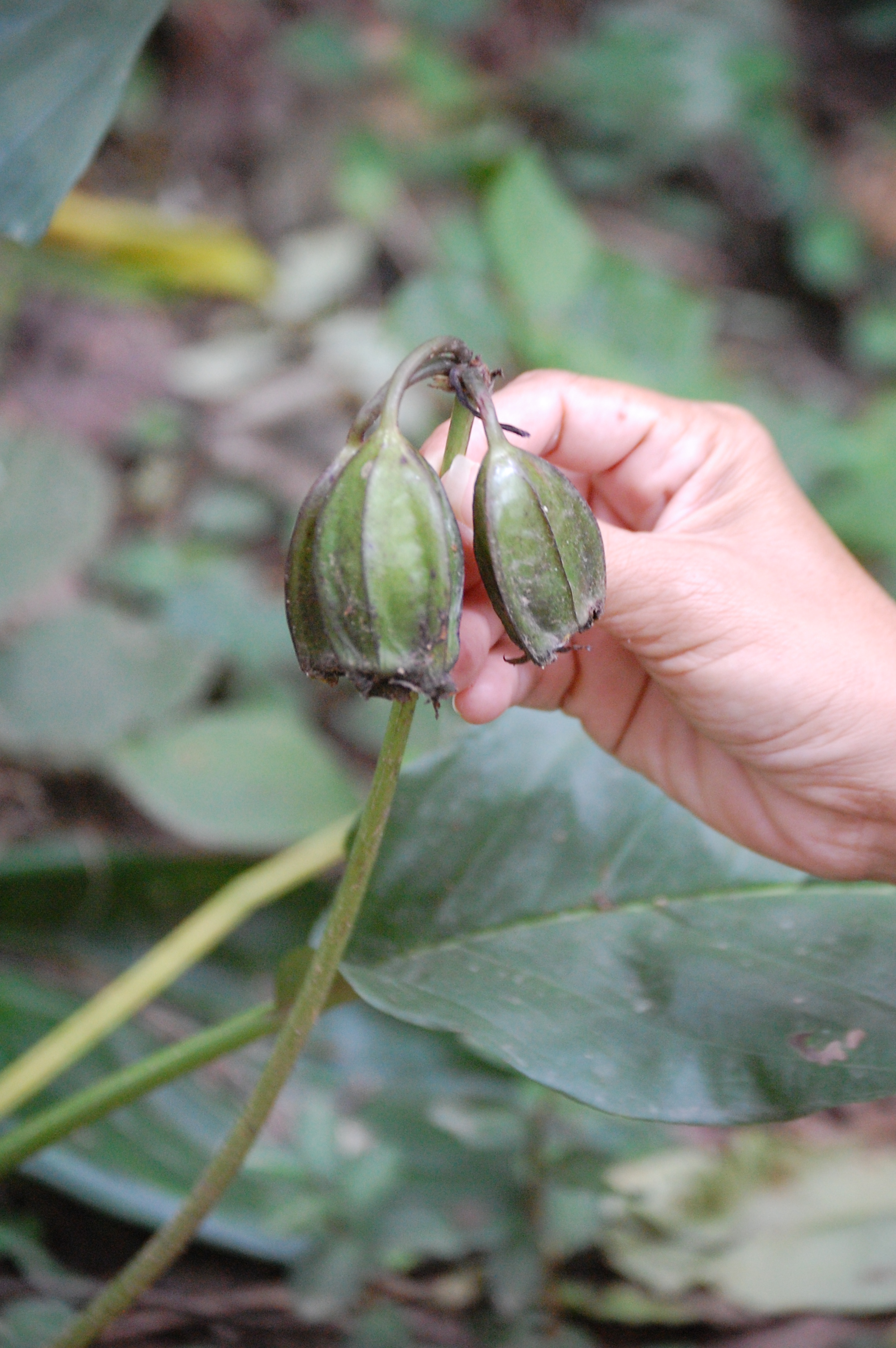
Owoce krąpieli Chantriera

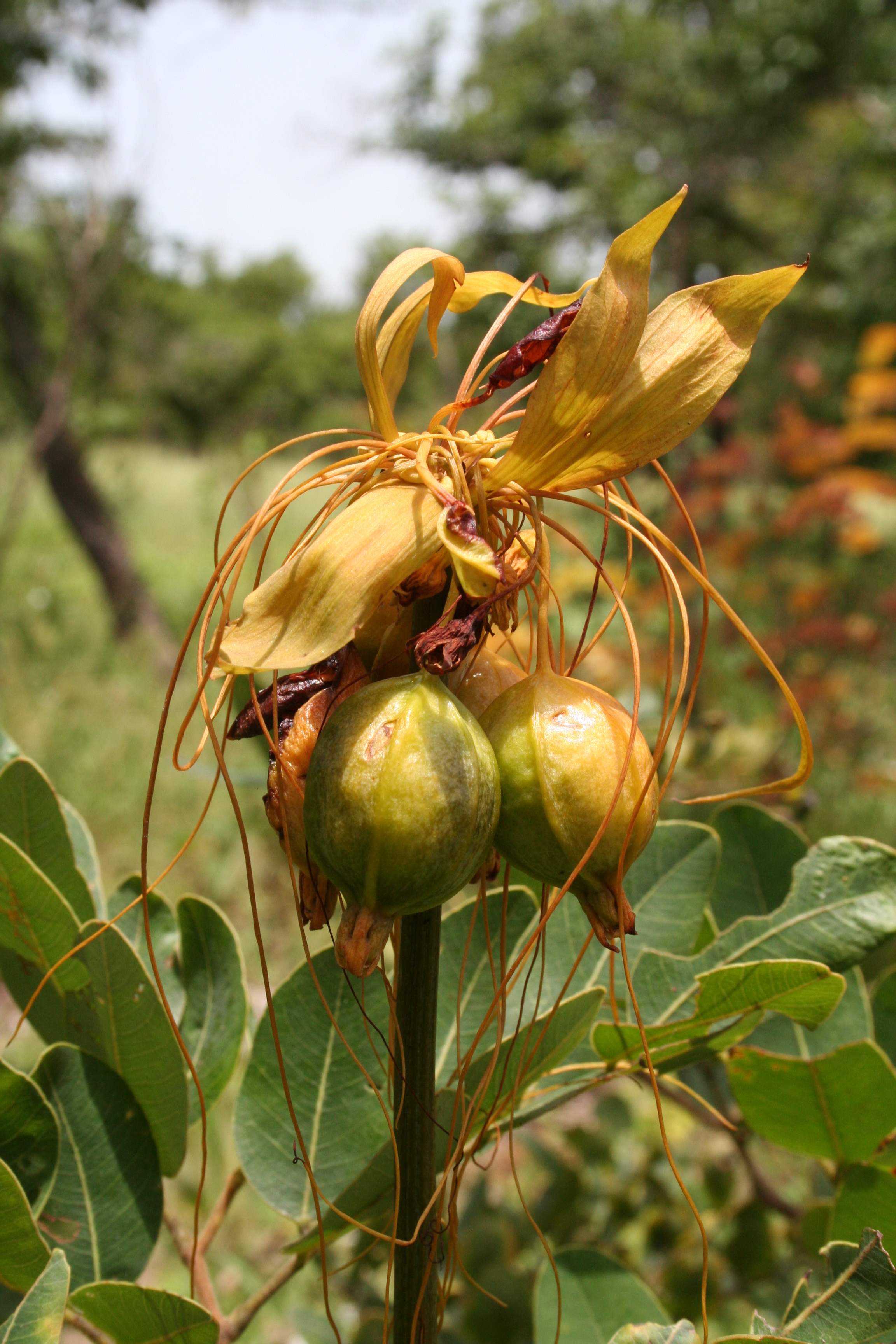
Owoce krąpieli pierzastodzielnej

Krąpielowate (Taccaceae Dumort.) – monotypowa rodzina roślin z rzędu pochrzynowców (Dioscoreales), obejmująca jeden rodzaj – krąpiel (Tacca J.R.Forst. & G.Forst.), liczący 15 gatunków, występujących w strefie klimatu tropikalnego i subtropikalnego. Rośliny zaliczane do tej rodziny charakteryzują się specyficznymi kwiatostanami, zbudowanymi z liściowatych podsadek, nitkowatych przysadek i szypułkowych kwiatów, przeważnie w ciemnych, bordowo-purpurowych kolorach. Rośliny z tej rodziny znajdują szerokie zastosowanie, przede wszystkim jako rośliny lecznicze i spożywcze, a w ostatnich latach również jako rośliny ozdobne.

## Rozmieszczenie geograficzne
Krąpiel występuje na obszarze klimatu równikowego i zwrotnikowego niemal na całym świecie, przy czym wyodrębnia się trzy odrębne obszary występowania roślin z tego rodzaju: indyjsko-polinezyjski, afrykańsko-malgaski i południowo-amerykański.
W Azji krąpiel występuje na Dalekim Wschodzie, w Chinach i na Tajwanie, oraz w Azji tropikalnej: na subkontynencie indyjskim, w Indochinach, Azji Południowo-Wschodniej i Papui-Nowej Gwinei. W Australii krąpiel występuje na północy kontynentu, w Queensland i Terytorium Północnym oraz w Australii Zachodniej. Rośliny te są również obecne na wyspach Pacyfiku. W tym obszarze, ściślej w Azji Południowo-Wschodniej stwierdzono największe zróżnicowanie rodzaju.
W Afryce północny kres jej zasięgu przebiega przez Senegal, Mali, Burkinę Faso, Benin, Nigerię, Kamerun, Republikę Środkowoafrykańską, Sudan i Etiopię, a południowy przez Angolę, Zambię, Zimbabwe i Mozambik, rośliny z tego rodzaju zasiedlają też Komory, Mauritius, Madagaskar i Seszele.
W Nowym Świecie obecny jest tylko jeden gatunek krąpieli – Tacca parkeri. Rośnie on w północnej części Ameryki Południowej – w Gujanie, Surinamie, Wenezueli, Kolumbii, Peru oraz wschodniej i północnej Brazylii.

## Morfologia
PokrójŚredniej wielkości rośliny zielne.
ŁodygaMasywne, bulwiaste, kuliste lub wydłużone kłącze, bogate w skrobię, rosnące pionowo lub poziomo. Młode przyrosty pokryte są drobnymi, wielokomórkowymi włoskami. Niekiedy kłącza są połączone sympodialnie, np. u krąpieli pierzastodzielnej w pełni rozwinięta roślina składa się z 3 kłączy w różnym wieku. Łodyga kwiatonośna tworzy bezlistny głąbik.
LiścieWszystkie liście wyrastają odziomkowo, są duże i ogonkowe. Blaszki liściowe całobrzegie, pierzastoklapowane, dłoniastodzielne lub dłoniastosieczne, niekiedy z pierzastosiecznymi segmentami. Użyłkowanie liścia pierzaste lub dłoniaste.
KwiatyKwiaty obupłciowe, promieniste, górne, 6-pręcikowe, szypułkowe, zebrane w baldachopodobną wierzchotkę, wyrastającą na bezlistnym głąbiku. Charakterystyczne dla rodzaju jest występowanie przeważnie 4, rzadziej od 2 do 12 podsadek, tworzących pokrywę kwiatostanu, i licznych, nitkowatych, opadających przysadek, które łącznie z kwiatami tworzą pseudancjum. Okwiat pojedynczy, sześciolistkowy. Listki okwiatu, przeważnie w ciemnych kolorach, przypominają płatki korony. Pręciki położone w 2 okółkach, przytwierdzone do rurki okwiatu lub nasady jego listków. Nitki pręcików krótkie, płaskie, tworzące łącznie z szerokimi łącznikami pylników rodzaj kapturka nad zgiętymi główkami pręcika. Główki pręcików dwupylnikowe o 4 mikrosporangiach, skierowane do wewnątrz kwiatu, otwierające się przez podłużną szczelinę. Słupek synkarpiczny, zbudowany z 3 owocolistków. Zalążnia jednokomorowa, o ścianach tworzących 6 żeberek. Na parietalnych łożyskach powstają liczne zwisające, anatropowe zalążki. Septalne miodniki obecne są u niektórych gatunków. Zgrubienie dna kwiatowego (tarczka) obecna jest tylko u krąpieli pierzastodzielnej. Szyjka słupka pojedyncza, z 3 naciętymi skrzydełkami, przechodząca w trzy odwrotnie sercowate, często płatkowe znamiona.
PyłekZiarna pyłku są rowkowane, pokryte warstwą perforowano-kolumnowatej egzyny z grubą neksyną.
OwoceJagody lub rzadziej torebki, zawierające silnie żeberkowane nasiona, u niektórych gatunków z mięsistą osłonką i mięsistym szwem, przez niektórych autorów (np. Saw 1993) interpretowanych jako osnówka. Zarodek mały. Bielmo obfite, niekiedy chrząstkowe, zawierające białka i lipidy, ale pozbawione skrobi.

## Biologia i ekologia
Anatomia
Wzdłuż żyłek liściowych skoncentrowane są komórki zawierające rafidy, kryształy szczawianu wapnia obecne są głównie w komórkach epidermalnych. W mezofilu obecne są komórki śluzowe. Na obu stronach młodych blaszek liściowych znajdują się osobliwe włoski, składające się z krótkiego rzędu komórek, na którym położony jest wielokomórkowy twór przykryty kolejnym rzędem komórek. Aparat szparkowy jest anomocytyczny, jedynie u niektórych gatunków Starego Świata otoczony jest jedną komórką przyszparkową. Drobne użyłkowanie liścia pozbawione jest komórek przewodzących łyka. Korzenie pozbawione są cewek, u niektórych gatunków pokryte są pojedynczą warstwą welamenu.
Rozwój
Wieloletnie geofity ryzomowe.
Krąpiele kwitną od początku kwietnia do połowy maja, rzadko do początku czerwca. Tuż przed kwitnieniem podsadki kwiatostanu odchylają się, odsłaniając wierzchotkę. Kwiaty otwierają się około 10:00–11:00 rano, sekwencyjnie przez okres od 6 do 14 dni, codziennie od 1 do 4. Pręciki uwalniają pyłek jeszcze przed otwarciem się kwiatu. Zalążnie pozostają receptywne przez 2 doby. Wieczorem pierwszego dnia szypułki kwiatów zginają się w dół. Z uwagi na bliskość położenia pręcików i słupków często dochodzi do samozapylenia. Zasadniczo krąpiele są jednak roślinami owadopylnymi, zapylanymi głównie przez muchówki i pszczoły bezżądłowe z rodzaju Trigona. Budowa kwiatostanów tych roślin, w szczególności ich ciemna barwa, obecność specyficznych podsadek, pułapkowa konstrukcja kwiatu oraz wydawany przez niektóre gatunki nieprzyjemny zapach świadczą o przystosowaniu roślin do zapylania przez nekrofaunę (sapromiofilia).
U roślin z rodzaju krąpiel wyróżnia się dwie formy rozwoju owoców. U niektórych gatunków (np. krąpiel całolistna, krąpiel Chantriera, Tacca palmatifida) po zapłodnieniu kwiatów głąbik zgina się i owocostan rozwija na powierzchni podłoża. Gatunki te tworzą jagody w ciemnych barwach, o mięsistej owocni i słodkim smaku, które prawdopodobnie stanowią pożywienie niewielkich ssaków, np. gryzoni, które są odpowiedzialne za rozprzestrzenianie nasion tych roślin. W przypadku drugiej grupy gatunków owocostan rozwija się na wzniesionym głąbiku, a owocami są torebki o jasnych, jaskrawych kolorach (pomarańczowym, np. u krąpieli dłoniastej, lub żółtym u krąpieli pierzastodzielnej). Na podstawie tych dwóch typów rozwoju w przeszłości w ramach rodzaju wyróżniano dwa podrodzaje Tacca (jagody) i Schizocapsa (torebki).
Siedlisko
Rośliny z rodzaju krąpiel zasiedlają stale lub okresowo wilgotne obszary nizinne, głównie lasy, rosnąc zarówno w ekosystemach pierwotnych, jak i wtórnych. Krąpiel pierzastodzielna jest jedynym gatunkiem występującym na wybrzeżach.
Cechy fitochemiczne
Kłącza krąpieli zawierają alkaloidy o nieznanej strukturze oraz gorzką, zasadową taccalinę, będącą prawdopodobnie norditerpenem. W tkankach tych roślin obecne są również saponiny i proantocyjanidyny.
Genetyka
Komórki krąpieli posiadają 30 chromosomów, tworzących 15 par homologicznych.

## Systematyka
Historia badań taksonomicznych
W 1747 roku w Europie opublikowany został tom V Herbarium Amboinense, będący katalogiem roślin wyspy Amboina (obecnie Indonezja), opracowanym pod koniec XVII wieku przez Georga Rumphiusa, niemieckiego botanika pracującego dla Holenderskiej Kompanii Wschodnioindyjskiej. W pracy tej znajdują się cztery ryciny roślin wraz z ich charakterystyką, indeksowane jako Tacca Sativa, Tacca Phallifera, Tacca Litorea i Tacca Montana. W 1775 roku Johann Reinhold Forster i Georg Forster na podstawie pracy Rumphiusa opisali w Characteres Generum Plantarum pierwszy gatunek krąpieli pod nazwą Tacca pinnatifida, a na jego podstawie rodzaj krąpiel (Tacca). Ponieważ zgodnie z zasadami nomenklatury botanicznej za prawidłowo opublikowane uważa się nazwy naukowe powstałe po 1 maja 1753 roku, czyli dniu publikacji przez Linneusza dzieła Species Plantarum, to Forsterowie, a nie Rumphius, uznawani są za autorów rodzaju Tacca. Linneusz w swojej pracy również opisał roślinę zaliczaną obecnie do rodzaju krąpiel, jednak zaliczył ją do rodzaju glika (Leontice), obejmującego cztery gatunki, w tym występujący w Indiach Leontice leontopetaloides. Gatunek ten stał się bazonimem krąpieli pierzastodzielnej (Tacca leontopetaloides), którą po raz pierwszy pod tą nazwą opisał Otto Kuntze w 1891 roku, w drugim tomie Revisio Generum Plantarum. Notabene pierwsze dwa opisane gatunki krąpieli w 1973 roku zostały uznane za tę samą roślinę i obecnie występują pod zaakceptowaną nazwą Tacca leontopetaloides.
Botanikami, którzy w XVIII i XIX wieku zajmowali się roślinami z rodzaju krąpiel, byli między innymi: Joseph Gärtner (w 1788 roku opisał Tacca pinnatifolia, obecnie uznawaną za synonim krąpieli pierzastodzielnej), John Ker Gawler (w 1812 roku opisał krąpiel całolistną T. integrifolia), Karl von Blume (opisał krąpiel dłoniastą w 1827) i Berthold Seemann (w 1866 opisał 6 gatunków, z których dwa: T. maculata i T. parkeri są akceptowane współcześnie). W XX wieku szczególny udział w badaniach nad roślinami z tego rodzaju miał Engbert Drenth, który w roku 1973 w czasopiśmie Blumea opublikował jedyną rewizję taksonomiczną rodzaju krąpiel, opisując 3 nowe gatunki tych roślin. Ostatnim odkrytym gatunkiem tej rośliny jest Tacca ampliplacenta, opisana w 2008 roku przez botaników chińskich.
Rodzina krąpielowatych (Taccaceae) została opisana po raz pierwszy w 1829 roku, w pracy Barthélemy Dumortiera Analyse des Familles des Plantes. Botanik ten zaklasyfikował tę rodzinę do monotypowego rzędu Taccarieae w klasie Gynochlamydae, podgromadzie Chlamydantheae i gromadzie Gynotepalae, zaliczając do niej jeden rodzaj Tacca.
Od XIX wieku pozycja taksonomiczna rodzaju krąpiel i rodziny krąpielowatych była szerzej analizowana jedynie w kilku pracach. Taksonomią tych roślin zajmowali się m.in.: Brown w Prodromus Florae Novae Hollandiae (1810), Drenth w A revision of the family Taccaceae (1973) i Taccaceae (1976), Cronquist w An Integrated System of Classification of Flowering Plants (1981), Dahlgren, Clifford i Yeo w The Families of the Monocotyledons (1985), Takhtajan w Diversity and Classification of Flowering Plants (1997), Kubitzki w The Families and Genera of Vascular Plants (1998) i Chase i inni w Higher-level systematics of the monocotyledons: An assessment of current knowledge and a new classification (2000). We wszystkich tych pracach rodzaj krąpiel zaliczany był do rodziny krąpielowatych. W systemie Cronquista z roku 1982 krąpielowate zaliczane były do rzędu liliowców (Liliales) w klasie jednoliściennych (Liliopsida). W systemie Takhtajana (1997) rodzina zaliczana była do monotypowego rzędu krąpielowców (Taccales) w klasie jednoliściennych i obejmowała dwa rodzaje: krąpiel i Schizocapsa. Z kolei w systemie Reveala (1993–1999) krąpielowate zaliczone zostały do rzędu pochrzynowców w klasie jednoliściennych.
Na początku XXI wieku, z uwagi na wyniki badań filogenetycznych, rozważane były alternatywne podejścia taksonomiczne do rodzaju krąpiel, klasyfikujące go do rodziny pochrzynowatych. Zostały one zaprezentowane w 2003 roku przez Angiosperm Phylogeny Group w An update of the Angiosperm Phylogeny Group classification for the orders and families of flowering plants: APG II oraz w 2007 roku przez Thorne’a i Reveala w An Updated Classification of the Class Magnoliopsida („Angiospermae”). W kolejnych wersjach systemu (APG III z 2009 i APG IV z 2016) podtrzymana została przynależność rodzaju Tacca do pochrzynowatych, aczkolwiek wskazywano na prowizoryczność tego rozwiązania i obecność przesłanek do wąskiego ujęcia rodzin w obrębie pochrzynowców. Reveal w 2010 roku także podtrzymywał zasadność włączenia tego rodzaju do rodziny pochrzynowatych. Z kolei APweb w obrębie rzędu wyodrębnia wąsko ujmowane rodziny, w tym Taccaceae, uznając, że tylko wówczas są one taksonami monofiletycznymi. Kolejne publikacje w latach 20. XXI wieku potwierdziły potrzebę wąskiego ujęcia rodzin w obrębie pochrzynowców, które w szerokich ujęciach okazały się być taksonami parafiletycznymi.
Pozycja w obrębie rzędu
Na podstawie Martin Cheek i in. (2024):
|  | Afrothismiaceae                                                        |
|  |                                                                        |
|  | \| \| krąpielowate Taccaceae \| \| \| \| \| \| Thismiaceae \| \| \| \| |
|  |                                                                        |
|  | krąpielowate Taccaceae                                                 |
|  |                                                                        |
|  | Thismiaceae                                                            |
|  |                                                                        |

|  | krąpielowate Taccaceae |
|  |                        |
|  | Thismiaceae            |
|  |                        |

|  | Afrothismiaceae                                                        |
|  |                                                                        |
|  | \| \| krąpielowate Taccaceae \| \| \| \| \| \| Thismiaceae \| \| \| \| |
|  |                                                                        |
|  | krąpielowate Taccaceae                                                 |
|  |                                                                        |
|  | Thismiaceae                                                            |
|  |                                                                        |

|  | krąpielowate Taccaceae |
|  |                        |
|  | Thismiaceae            |
|  |                        |

|  | Afrothismiaceae                                                        |
|  |                                                                        |
|  | \| \| krąpielowate Taccaceae \| \| \| \| \| \| Thismiaceae \| \| \| \| |
|  |                                                                        |
|  | krąpielowate Taccaceae                                                 |
|  |                                                                        |
|  | Thismiaceae                                                            |
|  |                                                                        |

|  | krąpielowate Taccaceae |
|  |                        |
|  | Thismiaceae            |
|  |                        |

|  | Afrothismiaceae                                                        |
|  |                                                                        |
|  | \| \| krąpielowate Taccaceae \| \| \| \| \| \| Thismiaceae \| \| \| \| |
|  |                                                                        |
|  | krąpielowate Taccaceae                                                 |
|  |                                                                        |
|  | Thismiaceae                                                            |
|  |                                                                        |

|  | krąpielowate Taccaceae |
|  |                        |
|  | Thismiaceae            |
|  |                        |

|  | Afrothismiaceae                                                        |
|  |                                                                        |
|  | \| \| krąpielowate Taccaceae \| \| \| \| \| \| Thismiaceae \| \| \| \| |
|  |                                                                        |
|  | krąpielowate Taccaceae                                                 |
|  |                                                                        |
|  | Thismiaceae                                                            |
|  |                                                                        |

|  | krąpielowate Taccaceae |
|  |                        |
|  | Thismiaceae            |
|  |                        |

|  | Afrothismiaceae                                                        |
|  |                                                                        |
|  | \| \| krąpielowate Taccaceae \| \| \| \| \| \| Thismiaceae \| \| \| \| |
|  |                                                                        |
|  | krąpielowate Taccaceae                                                 |
|  |                                                                        |
|  | Thismiaceae                                                            |
|  |                                                                        |

|  | krąpielowate Taccaceae |
|  |                        |
|  | Thismiaceae            |
|  |                        |

|  | Afrothismiaceae                                                        |
|  |                                                                        |
|  | \| \| krąpielowate Taccaceae \| \| \| \| \| \| Thismiaceae \| \| \| \| |
|  |                                                                        |
|  | krąpielowate Taccaceae                                                 |
|  |                                                                        |
|  | Thismiaceae                                                            |
|  |                                                                        |

|  | krąpielowate Taccaceae |
|  |                        |
|  | Thismiaceae            |
|  |                        |

|  | Afrothismiaceae                                                        |
|  |                                                                        |
|  | \| \| krąpielowate Taccaceae \| \| \| \| \| \| Thismiaceae \| \| \| \| |
|  |                                                                        |
|  | krąpielowate Taccaceae                                                 |
|  |                                                                        |
|  | Thismiaceae                                                            |
|  |                                                                        |

|  | krąpielowate Taccaceae |
|  |                        |
|  | Thismiaceae            |
|  |                        |

|  | Afrothismiaceae                                                        |
|  |                                                                        |
|  | \| \| krąpielowate Taccaceae \| \| \| \| \| \| Thismiaceae \| \| \| \| |
|  |                                                                        |
|  | krąpielowate Taccaceae                                                 |
|  |                                                                        |
|  | Thismiaceae                                                            |
|  |                                                                        |

|  | krąpielowate Taccaceae |
|  |                        |
|  | Thismiaceae            |
|  |                        |

|  | Afrothismiaceae                                                        |
|  |                                                                        |
|  | \| \| krąpielowate Taccaceae \| \| \| \| \| \| Thismiaceae \| \| \| \| |
|  |                                                                        |
|  | krąpielowate Taccaceae                                                 |
|  |                                                                        |
|  | Thismiaceae                                                            |
|  |                                                                        |

|  | krąpielowate Taccaceae |
|  |                        |
|  | Thismiaceae            |
|  |                        |

|  | Afrothismiaceae                                                        |
|  |                                                                        |
|  | \| \| krąpielowate Taccaceae \| \| \| \| \| \| Thismiaceae \| \| \| \| |
|  |                                                                        |
|  | krąpielowate Taccaceae                                                 |
|  |                                                                        |
|  | Thismiaceae                                                            |
|  |                                                                        |

|  | krąpielowate Taccaceae |
|  |                        |
|  | Thismiaceae            |
|  |                        |

|  | Afrothismiaceae                                                        |
|  |                                                                        |
|  | \| \| krąpielowate Taccaceae \| \| \| \| \| \| Thismiaceae \| \| \| \| |
|  |                                                                        |
|  | krąpielowate Taccaceae                                                 |
|  |                                                                        |
|  | Thismiaceae                                                            |
|  |                                                                        |

|  | krąpielowate Taccaceae |
|  |                        |
|  | Thismiaceae            |
|  |                        |

|  | Afrothismiaceae                                                        |
|  |                                                                        |
|  | \| \| krąpielowate Taccaceae \| \| \| \| \| \| Thismiaceae \| \| \| \| |
|  |                                                                        |
|  | krąpielowate Taccaceae                                                 |
|  |                                                                        |
|  | Thismiaceae                                                            |
|  |                                                                        |

|  | krąpielowate Taccaceae |
|  |                        |
|  | Thismiaceae            |
|  |                        |

|  | Afrothismiaceae                                                        |
|  |                                                                        |
|  | \| \| krąpielowate Taccaceae \| \| \| \| \| \| Thismiaceae \| \| \| \| |
|  |                                                                        |
|  | krąpielowate Taccaceae                                                 |
|  |                                                                        |
|  | Thismiaceae                                                            |
|  |                                                                        |

|  | krąpielowate Taccaceae |
|  |                        |
|  | Thismiaceae            |
|  |                        |

|  | Afrothismiaceae                                                        |
|  |                                                                        |
|  | \| \| krąpielowate Taccaceae \| \| \| \| \| \| Thismiaceae \| \| \| \| |
|  |                                                                        |
|  | krąpielowate Taccaceae                                                 |
|  |                                                                        |
|  | Thismiaceae                                                            |
|  |                                                                        |

|  | krąpielowate Taccaceae |
|  |                        |
|  | Thismiaceae            |
|  |                        |

|  | Afrothismiaceae                                                        |
|  |                                                                        |
|  | \| \| krąpielowate Taccaceae \| \| \| \| \| \| Thismiaceae \| \| \| \| |
|  |                                                                        |
|  | krąpielowate Taccaceae                                                 |
|  |                                                                        |
|  | Thismiaceae                                                            |
|  |                                                                        |

|  | krąpielowate Taccaceae |
|  |                        |
|  | Thismiaceae            |
|  |                        |

Gatunki zaliczane do rodzaju krąpiel
- Tacca ampliplacenta L.Zhang & Q.J.Li
- Tacca ankaranensis Bard.-Vauc.
- Tacca bibracteata Drenth
- Tacca borneensis Ridl.
- Tacca celebica Koord.
- Tacca chantrieri André – krąpiel Chantriera
- Tacca ebeltajae Drenth
- Tacca integrifolia Ker Gawl. – krąpiel całolistna
- Tacca leontopetaloides (L.) Kuntze – krąpiel pierzastodzielna
- Tacca maculata Seem.
- Tacca palmata Blume – krąpiel dłoniasta
- Tacca palmatifida Baker
- Tacca parkeri Seem.
- Tacca plantaginea (Hance) Drenth
- Tacca subflabellata P.P.Ling & C.T.Ting

Typ nomenklatoryczny
Gatunkiem typowym rodzaju krąpiel jest Tacca pinnatifida J.R.Forst. & G.Forst, obecnie uznawana za synonim krąpieli pierzastodzielnej.

## Nazewnictwo
Etymologia nazwy naukowej rodzaju
Nazwa łacińska rodzaju krąpiel (Tacca) pochodzi od nazwy zwyczajowej tych roślin w języku malajskim taka.
Polskie nazwy zwyczajowe
W roku 1852 Ignacy Rafał Czerwiakowski w pracy Opisanie roślin jednolistniowych lekarskich i przemysłowych użył dla określenia rodzaju Tacca nazwy „krąpiel”, w rodzaju męskim. Czerwiakowski podał też polską nazwę dwóch gatunków Tacca palmata (krąpiel dłoniasty) i Tacca pinnatifida (krąpiel pierzastodzielny), przy czym ten ostatni obecnie uznawany jest za synonim gatunku Tacca leontopaloides. W roku 1894 Erazm Majewski w Słowniku nazwisk zoologicznych i botanicznych polskich... podał dwie polskie nazwy tego rodzaju: krąpiel i bezładek (tę drugą jako nazwę oboczną dla wyróżnianego wcześniej rodzaju Attacia). Jako polską nazwę gatunku Tacca pinnatifida Majewski podał natomiast „krąpiel rzepa świnia”. W Słowniku roślin użytkowych Zbigniewa Podbielkowskiego z 1989 roku nazwa krąpiel pierzastodzielna (już w rodzaju żeńskim) użyta jest jako polska nazwa gatunku Tacca leontopetaloides. Podbielkowski podał też oboczną nazwę zwyczajową tego gatunku – „świńska rzepa”. Współczesne słowniki nie podają polskiej nazwy tego rodzaju.
Obce nazwy zwyczajowe
W języku angielskim do określenia rodzaju krąpiel używane są dwie nazwy: bat flower (kwiat nietoperzowy) i arrowroot. W Polsce tłumaczenie pierwszej nazwy bywa spotykane również w ogrodnictwie i handlu. W języku niemieckim rośliny te określane są jako Fledermausblume (kwiat nietoperzowy).
Synonimy taksonomiczne rodzaju
- Leontopetaloides Boehm.
- Ataccia C.Presl
- Chaitaea Sol. ex Seem.
- Schizocapsa Hance

## Zagrożenia i ochrona
Krąpiel pierzastodzielna została uznana w kilku krajach za gatunek zagrożony, przede wszystkim z uwagi na pozyskiwanie jej ze stanowisk naturalnych oraz niszczenie siedlisk. W Singapurze została uznana za krytycznie zagrożoną wymarciem (CE) i ujęta w lokalnej Czerwonej księdze gatunków zagrożonych (2008). W Indiach ocena zagrożenia tego gatunku została przeprowadzona w dwóch stanach. W Andhra Pradesh roślina ta została uznana za bliską zagrożenia (NT) i ujęta w Czerwonej Liście Roślin Leczniczych (2008), natomiast w Chhattisgarh została uznana za jeden z 45 gatunków zagrożonych (EN) tego stanu. W Afryce krąpiel pierzastolistna objęta jest programem ochrony różnorodności flory pustynnych obszarów granicznych Afryki subsaharyjskiej. W roku 2003 poczta Zimbabwe wydała znaczek pocztowy dedykowany temu gatunkowi w ramach serii „zagrożone rośliny lecznicze”.
W Chinach za gatunek narażony na wymarcie (VU) uznano krąpiel Chantriera. Roślina ta została ujęta w Czerwonej Księdze Zagrożonych Gatunków Roślin Chin.
Żaden z gatunków krąpieli nie został ujęty w Czerwonej księdze gatunków zagrożonych IUCN w wersji 2010.4.

## Zastosowanie
Rośliny spożywcze
Już w starożytności kłącza krąpieli pierzastodzielnej były ważnym źródłem skrobi, której zawierają nawet do 30%. Gatunek ten był niegdyś podstawową rośliną pokarmową dla mieszkańców Polinezji. Obecnie jest nadal uprawiany jako roślina spożywcza, aczkolwiek w coraz mniejszym stopniu, głównie przez rdzenną ludność Indii, Australii i Oceanii. Gorzkie garbniki zawarte w kłączach usuwane są przez wielokrotne płukanie w świeżej wodzie lub gotowanie. Pozyskiwana skrobia dodawana jest do potraw tak jak mąka ziemniaczana. W handlu mączka ta znana jest jako „krochmal tacca”, „arrow-root wschodnioindyjski” oraz „arrow-root tahitański”. Na Jawie wyrabia się z niej słone ciasteczka deserowe. W Wietnamie jest często stosowanym dodatkiem do pieczywa. Na Nowej Gwinei sporządza się z tej mączki miękkie placki, pieczone owinięte w liście. Krąpiel pierzastodzielna w rejonie upraw łatwo dziczeje i w efekcie rozprzestrzenia się wokół osad, utrzymuje się także w obrębie porzuconych dawniej pól. Jest przysmakiem swobodnie wypasanej trzody i dlatego zwana bywa zwyczajowo „świńską rzepą”. W Azji spożywane są również młode liście krąpieli Chantriera.
Rośliny lecznicze
W ajurwedzie kłącze krąpieli pierzastodzielnej jest stosowane jako środek ściągający, wiatropędny i przeciwrobaczy w takich schorzeniach jak hemoroidy, hemofilia, choroba wrzodowa, kolka, powiększenie śledziony, wymioty, astma oskrzelowa, zapalenie oskrzeli, słoniowacizna i helmintoza. W badaniach potwierdzono w tym surowcu obecność fitosterolu (beta-sitosterolu), alkoholu cetylowego i taccaliny.
Innym gatunkiem krąpieli, stosowanym w medycynie tradycyjnej Azji i Afryki, jest krąpiel Chantriera, która jest używana przez lokalnych uzdrowicieli do łagodzenia bólu oraz jako antidotum na zatrucie pokarmowe. W badaniach naukowych stwierdzono, że wyciąg alkoholowy z kłącza tej rośliny znacząco hamuje ból, zarówno poprzez mechanizmy obwodowe, jak i ośrodkowe. Wyniki badań potwierdziły, że wyciąg z kłącza tej rośliny ma działanie przeciwbólowe, przeciwgorączkowe i przeciwzapalne. Inni badacze wyodrębnili z kłącza tej rośliny 5 nowych glikozydów, w tym dwa pseudofurostanole, dwa ergostanole i jeden glikozyd fenolowy.
W tradycyjnej medycynie Tajów kłącze krąpieli całolistnej jest stosowane do regulowania ciśnienia tętniczego krwi oraz poprawy funkcji seksualnych. Badania naukowe wykazały, że działanie hipotensyjne i ujemny efekt chronotropowy ekstraktu z kłącza tej rośliny polega na wpływaniu za pośrednictwem receptorów muskarynowych na naczynia krwionośne, powodującym ich rozszerzenie poprzez pobudzanie uwalniania tlenku azotu, jak również zmniejszenie szybkości i siły skurczu przedsionków.
W tradycyjnej medycynie chińskiej kłącze Tacca plantaginea stosowane jest jako środek przeciwbólowy, przeciwgorączkowy i przeciwzapalny. Badania wykazały w tym surowcu obecność saponin sterydowych odpowiedzialnych za to działanie, opisanych jako taccoside A i taccoside B.
Rośliny ozdobne
Z uwagi na niezwykle atrakcyjne kwiatostany rośliny te zyskują popularność jako rośliny ozdobne. W uprawie spotyka się przede wszystkim krąpiel całolistną, o kwiatostanach dwukolorowych, biało-ciemnobordowo-purpurowych, i krąpiel Chantriera, o kwiatostanach jednolicie ciemnobordowych. Rośliny z tego rodzaju mogą być uprawiane w gruncie jedynie w krajach o klimacie gorącym. W Polsce mogą być trzymane jedynie w szklarniach lub jako rośliny pokojowe.
Inne zastosowania
Pozyskiwana z krąpieli skrobia stosowana jest do krochmalenia odzieży. Włókna z głąbików tych roślin były dawniej stosowane do produkcji nakryć głowy i sieci.

## Uprawa
Wymagania
Krąpiele są roślinami delikatnymi, podatnymi na uszkodzenia. Wymagają bardzo wysokiej wilgotności powietrza, a także ochrony przed słońcem, wiatrem i uszkodzeniami mechanicznymi. Podłoże powinno być bogate w próchnicę, dobrze nawodnione i przepuszczalne. Rośliny należy podlewać obficie, jedynie w okresie zimy podłoże powinno całkowicie wysychać. Rośliny mogą w tym czasie wejść w okres spoczynku, całkowicie zamierając.
Pielęgnacja
Należy usuwać martwe i uszkodzone liście i kwiaty. W uprawie doniczkowej rośliny wymagają comiesięcznego nawożenia nawozem wieloskładnikowym.
Rozmnażanie
Wiosną, przez podział kłączy lub z nasion.
Szkodniki
Krąpiel bywa atakowana przez wciornastki.